# Dirty Sanchez
Dirty Sanchez est un terme issu de l'industrie pornographique qui désigne la pratique sexuelle consistant à dessiner, à l'aide de son doigt ou de son pénis, une moustache sous le nez de son partenaire en étalant de la matière fécale après un rapport anal.

## Source de la traduction
- (en) Cet article est partiellement ou en totalité issu de l’article de Wikipédia en anglais intitulé « Dirty Sanchez (sexual act) » (voir la liste des auteurs).